# Svatohavelská lípa
Svatohavelská lípa je památný strom lípa malolistá (Tilia cordata) v Úhošťanech, části města Kadaň v okrese Chomutov v Ústeckém kraji. Nachází se na okraji vesnice u cesty z Úhošťan do Brodců před vchodem do zrušeného hřbitova, srovnaného se zemí v letech 1965–1975. Poblíž památného stromu stojí pomník zaniklého hřbitova.
Lípa roste v Doupovských horách na k. ú. Úhošťany v nadmořské výšce 395 m.

## Základní údaje
Obvod kmene měří 328 cm, koruna stromu dosahuje do výšky 25 metrů (měření 2009). V roce 2009 bylo stáří stromu odhadováno na 200 let.
Lípa je chráněna od roku 2000 jako ochrana genofondu, součást kulturní památky a strom s významným vzrůstem.

## Stromy v okolí
- Úhošťanská lípa
- Lípa pod Úhoštěm
- Meziříčská lípa
- Skupina modřínů a smrků v pastvinském údolí